# The Soft Parade
The Soft Parade ist das vierte Album von The Doors. Es erschien im Juli 1969.

## Geschichte
Das Album enthielt Bläser- und Streicher-Arrangements und erntete dafür Kritik. Aufgrund des zunehmenden Alkoholkonsums von Jim Morrison hatte Gitarrist Robbie Krieger eine stärkere Präsenz auf dem Album. Das zunehmende Desinteresse Morrisons und seine Alkoholproblematik spiegelten sich auch in der fast ein Jahr beanspruchenden Produktionszeit wider. Beim über acht Minuten dauernden Titelstück mischte die Band Rock mit Gedichten, wohingegen Wild Child vom Hard Rock dominiert ist. Entgegen der Praxis auf den bisherigen Alben wird hier zum ersten Mal nicht die Band als Ganzes als Komponist genannt, sondern jeweils einzelne Bandmitglieder.

## Kritik
Robert Christgau schrieb: „No one even thinks about the Doors any more--such is fame--but this is an acceptable record, with predictable pretensions and two or three first-rate songs („Touch Me,“ „Wild Child“). Nothing to get excited about, either way.“ Die Seite Allmusic gab dem Album 3 von 5 Sternen und schrieb: „The weakest studio album recorded with Jim Morrison in the group, partially because their experiments with brass and strings on about half the tracks weren't entirely successful.“ Ähnliche Beurteilungen lassen sich an verschiedenen Stellen finden, jedoch fällt auf, dass ausgerechnet das mit Streichern und Bläsergruppe instrumentierte Touch Me bis auf Platz 3 der Billboard Charts stieg.

## Titelliste

### Seite eins
1. Tell All the People (Krieger) – 3:24
2. Touch Me (Krieger) – 3:15
3. Shaman’s Blues (Morrison) – 4:45
4. Do It (Morrison, Krieger) – 3:01
5. Easy Ride (Morrison) – 2:35

### Seite zwei
1. Wild Child (Morrison) – 2:36
2. Runnin’ Blue (Krieger) – 2:27
3. Wishful Sinful (Krieger) – 2:56
4. The Soft Parade (Morrison) – 8:40 (Der 40th Anniversary Mix enthält ein Intro von ca. 40 Sekunden und ein längeres Fade-out und hat eine Spieldauer von 9:41.)

### Bonustitel der 40th Anniversary Edition
1. Who Scared You – 3:58
2. Whiskey, Mystics and Men (Version 1) – 2:28
3. Whiskey, Mystics and Men (Version 2) – 3:04
4. Push Push – 6:05
5. Touch Me (Dialogue) – 0:28
6. Touch Me (Take 3) – 3:40

## Weitere Musiker
- Harvey Brooks, Doug Lubahn: Bass
- Curtis Amy: Saxophon
- George Bohanon: Posaune
- Champ Webb: Englischhorn
- Jesse McReynolds: Mandoline
- Jimmy Buchanan: Fiddle
- Reinol Andino: Congas